# "M" Electronika Cup 1996
«M» Electronika Cup 1996 — жіночий тенісний турнір, що проходив на відкритих кортах з ґрунтовим покриттям у Болі (Хорватія). Належав до турнірів 4-ї категорії в рамках Туру WTA 1996. Відбувсь утретє і тривав з 29 квітня до 5 травня 1996 року. Несіяна Глорія Піццікіні здобула титул в одиночному розряді.

## Фінальна частина

### Одиночний розряд
Глорія Піццікіні —  Сільвія Талая 6–0, 6–2
- Для Піццікіні це був єдиний титул за сезон і 1-й — за кар'єру.

### Парний розряд
Лаура Монтальво /  Паола Суарес —  Алексія Дешом-Баллере /  Александра Фусаї 6–7, 6–3, 6–4
- Для Монтальво це був єдиний титул за сезон і 1-й — за кар'єру. Для Суарес це був єдиний титул за сезон і 1-й — за кар'єру.